# Zwischen den Welten (1967)
Zwischen den Welten (Originaltitel: Entre la mer et l’eau douce) ist ein kanadisches Filmdrama in Schwarzweiß aus dem Jahr 1967 von Michel Brault, der auch – zusammen mit Denys Arcand – das Drehbuch verfasst hatte. In den Hauptrollen sind Claude Gauthier, Geneviève Bujold, Denise Bombardier und Robert Charlebois zu sehen. Zum ersten Mal ins Kino kam der Film am 12. August 1967 in Kanada. In der Bundesrepublik Deutschland hatte er seine Premiere am 24. Juni 1968 im Programm des Zweiten Deutschen Fernsehens (ZDF).

## Handlung
Die Sehnsucht nach der großen Welt treibt Claude Tremblay aus seinem abgelegenen Dorf hinaus – in Montreal sucht er die Erfüllung seiner Wünsche. Er schlüpft bei seinem Bruder Roger unter, findet erst Arbeit im Schlachthof, dann bei der Müllabfuhr, doch vom Ziel seiner Träume ist er weiter entfernt denn je. Schließlich lernt er ein Mädchen kennen, Geneviève, verliebt sich in sie und stößt rasch auf Gegenliebe. Doch bald wird dieses erste Glück schal; die Unzufriedenheit lässt Claude haltlos werden. So kommt es, dass er seinen Job verliert. Daraufhin versucht er sein Glück als Sänger und Gitarrist – und diesmal hat er Erfolg. Bei einem Nachwuchswettbewerb gewinnt Claude einen Preis und erringt zugleich die Gunst einer Fernsehansagerin – auf der Strecke bleibt dabei jedoch Claudes Liebe zu Geneviève.
Nach all den Enttäuschungen sucht Claude schließlich Zuflucht in der Heimat, auf dem Lande. Doch rasch bekommt er zu spüren, dass er mittlerweile auch hier ein Fremder geworden ist. So macht er sich ein zweites Mal auf den Weg in die „neue“, in die „große“ Welt …

## Kritiken
Der Evangelische Film-Beobachter fasste seine Kritik nach der deutschen Fernsehpremiere so zusammen: „Mit der Geschichte des jungen Frankokanadiers Claude schildert Brault den gesellschaftlichen Zustand seines Landes, wie er sich dem sich in der Minderheit befindenden Französisch sprechenden Teil der kanadischen Bevölkerung darstellt. Der Streifen verdient sowohl wegen seines Themas als auch wegen seiner formalen Qualitäten die Beachtung aller interessierten Zuschauer von 18 Jahren an.“ Weniger wohlwollend urteilt das Lexikon des internationalen Films: „Franko-kanadischer Außenseiterfilm des Kameramanns Brault […] – gesellschaftlich gemeint, aber in eine romantische Verklärung der ohnehin schnulzigen Story umschlagend.“